# Viola kitaibeliana
Viola kitaibeliana é uma espécie de planta com flor pertencente à família Violaceae. 
A autoridade científica da espécie é Schult., tendo sido publicada em Syst. Veg., ed. 15 bis [Roemer & Schultes] 5: 383. 1819.

## Portugal
Trata-se de uma espécie presente no território português, nomeadamente em Portugal Continental.
Em termos de naturalidade é nativa da região atrás indicada.

## Protecção
Não se encontra protegida por legislação portuguesa ou da Comunidade Europeia.